# Real Gill
Real Nijn Gill (23 gennaio 2003) è un calciatore trinidadiano, centrocampista dell'Huntsville City e della nazionale trinidadiana.

## Carriera

### Club
Gill ha iniziato a giocare presso il club trinidadiano del La Horquetta Rangers. Nel 2023 si è trasferito al Club Sando.

### Nazionale
Ha giocato nella nazionale trinidadiana Under-20.
Il 29 gennaio 2023 ha debuttato con la nazionale maggiore trinidadiana in un'amichevole vinta 2-0 contro Saint-Martin, dove ha anche realizzato la sua prima rete.
Nel giugno del 2023 è stato incluso fra i convocati per la CONCACAF Gold Cup 2023.

## Statistiche

### Cronologia presenze e reti in nazionale
| Cronologia completa delle presenze e delle reti in nazionale ― Trinidad e Tobago | Cronologia completa delle presenze e delle reti in nazionale ― Trinidad e Tobago | Cronologia completa delle presenze e delle reti in nazionale ― Trinidad e Tobago | Cronologia completa delle presenze e delle reti in nazionale ― Trinidad e Tobago | Cronologia completa delle presenze e delle reti in nazionale ― Trinidad e Tobago | Cronologia completa delle presenze e delle reti in nazionale ― Trinidad e Tobago | Cronologia completa delle presenze e delle reti in nazionale ― Trinidad e Tobago | Cronologia completa delle presenze e delle reti in nazionale ― Trinidad e Tobago |
| Data                                                                             | Città                                                                            | In casa                                                                          | Risultato                                                                        | Ospiti                                                                           | Competizione                                                                     | Reti                                                                             | Note                                                                             |
| -------------------------------------------------------------------------------- | -------------------------------------------------------------------------------- | -------------------------------------------------------------------------------- | -------------------------------------------------------------------------------- | -------------------------------------------------------------------------------- | -------------------------------------------------------------------------------- | -------------------------------------------------------------------------------- | -------------------------------------------------------------------------------- |
| 29-1-2023                                                                        | Port of Spain                                                                    | Trinidad e Tobago                                                                | 2 – 0                                                                            | Saint-Martin                                                                     | Amichevole                                                                       | 1                                                                                | 67’                                                                              |
| 12-6-2023                                                                        | Chester                                                                          | Trinidad e Tobago                                                                | 1 – 0                                                                            | Guatemala                                                                        | Amichevole                                                                       | -                                                                                | 46’ 78’                                                                          |
| 25-6-2023                                                                        | Fort Lauderdale                                                                  | Trinidad e Tobago                                                                | 3 – 0                                                                            | Saint Kitts e Nevis                                                              | Gold Cup 2023 - 1º turno                                                         | -                                                                                | 77’                                                                              |
| 2-7-2023                                                                         | Charlotte                                                                        | Stati Uniti                                                                      | 6 – 0                                                                            | Trinidad e Tobago                                                                | Gold Cup 2023 - 1º turno                                                         | -                                                                                | 46’                                                                              |
| 17-10-2023                                                                       | Willemstad                                                                       | Curaçao                                                                          | 5 – 3                                                                            | Trinidad e Tobago                                                                | CONCACAF Nations League 2022-2023 - 1º turno                                     | -                                                                                | 71’                                                                              |
| 16-11-2023                                                                       | Austin                                                                           | Stati Uniti                                                                      | 3 – 0                                                                            | Trinidad e Tobago                                                                | CONCACAF Nations League 2023-2024 - Quarti di finale                             | -                                                                                | 61’                                                                              |
| 23-3-2024                                                                        | Frisco                                                                           | Canada                                                                           | 2 – 0                                                                            | Trinidad e Tobago                                                                | CONCACAF Nations League 2023-2024 - Play-off                                     | -                                                                                | 81’                                                                              |
| 5-6-2024                                                                         | Port of Spain                                                                    | Trinidad e Tobago                                                                | 2 – 2                                                                            | Grenada                                                                          | Qual. Mondiali 2026                                                              | -                                                                                | 76’                                                                              |
| 8-6-2024                                                                         | Basseterre                                                                       | Bahamas                                                                          | 1 – 7                                                                            | Trinidad e Tobago                                                                | Qual. Mondiali 2026                                                              | -                                                                                | 77’                                                                              |
| 6-9-2024                                                                         | Tegucigalpa                                                                      | Honduras                                                                         | 4 – 0                                                                            | Trinidad e Tobago                                                                | CONCACAF Nations League 2024-2025 - 1º turno                                     | -                                                                                |                                                                                  |
| 10-9-2024                                                                        | Bacolet                                                                          | Trinidad e Tobago                                                                | 0 – 0                                                                            | Guyana francese                                                                  | CONCACAF Nations League 2024-2025 - 1º turno                                     | -                                                                                | 17’ 56’                                                                          |
| 14-10-2024                                                                       | Bacolet                                                                          | Trinidad e Tobago                                                                | 3 – 1                                                                            | Cuba                                                                             | CONCACAF Nations League 2024-2025 - 1º turno                                     | 1                                                                                |                                                                                  |
| 17-12-2024                                                                       | Riad                                                                             | Arabia Saudita                                                                   | 3 – 1                                                                            | Trinidad e Tobago                                                                | Amichevole                                                                       | -                                                                                | 54’                                                                              |
| 25-3-2025                                                                        | Couva                                                                            | Trinidad e Tobago                                                                | 4 – 0                                                                            | Cuba                                                                             | Qual. Gold Cup 2025                                                              | -                                                                                | 46’                                                                              |
| 19-6-2025                                                                        | Houston                                                                          | Trinidad e Tobago                                                                | 1 – 1                                                                            | Haiti                                                                            | Gold Cup 2025 - 1° turno                                                         | -                                                                                | 56’                                                                              |
| 22-6-2025                                                                        | Paradise                                                                         | Arabia Saudita                                                                   | 1 – 1                                                                            | Trinidad e Tobago                                                                | Gold Cup 2025 - 1º turno                                                         | -                                                                                | 71’                                                                              |
| Totale                                                                           |                                                                                  | Presenze                                                                         | 16                                                                               |                                                                                  | Reti                                                                             | 2                                                                                |                                                                                  |